# قلعه صدیق
قلعه صدیق یک روستا در ایران است که در دهستان حومه (شاهرود) واقع شده‌است. قلعه صدیق ۲۹۳ نفر جمعیت دارد.